# Нака (муниципалитет)
Нака (швед. Nacka) — муниципалитет и часть Стокгольмской городской местности в Швеции. Это название восходит к XVI веку.

## События
9 декабря 2014 года, Стокгольмская полиция провела рейд в центре обработки данных в бывшем бомбоубежище под горой в Наке. Хотя сообщалось, что рейд имел целью популярный торрент-трекер Пиратская Бухта, создатели Пиратской Бухты сообщали, что это ложь.